# TANSTAAFL
TANSTAAFL – anglická zkratka věty "There Ain't No Such Thing As A Free Lunch" (není oběda zadarmo), citát ekonoma Miltona Friedmana, který v roce 1966 zpopularizoval Robert A. Heinlein ve svém sci-fi románu Měsíc je drsná milenka. Robert H. Fetridge však poukazuje, že větu poprvé veřejně vyslovil Leonard Ayres Porter, a to již v roce 1946.
Tvrzení předvádí liberální ekonomii, která odmítá přidělování pobídek ze strany Státu (proplácení poštovného, dotace některým soukromým podnikům atp.). Podle názoru libertariánů totiž takové jevy a státní vlivy jsou destruktivní vůči běžným vztahům ve společnosti a i vůči hospodářství celkově.

## Antiteze
Za protiklad vůči TANSTAAFLu lze považovat například keynesiánskou tezi o úmyslném rozbíjení oken, aby se tak pomohlo nezaměstnaným okenářům, aby se tak v důsledku povzbudila ekonomika.